# کهکشان حلقوی

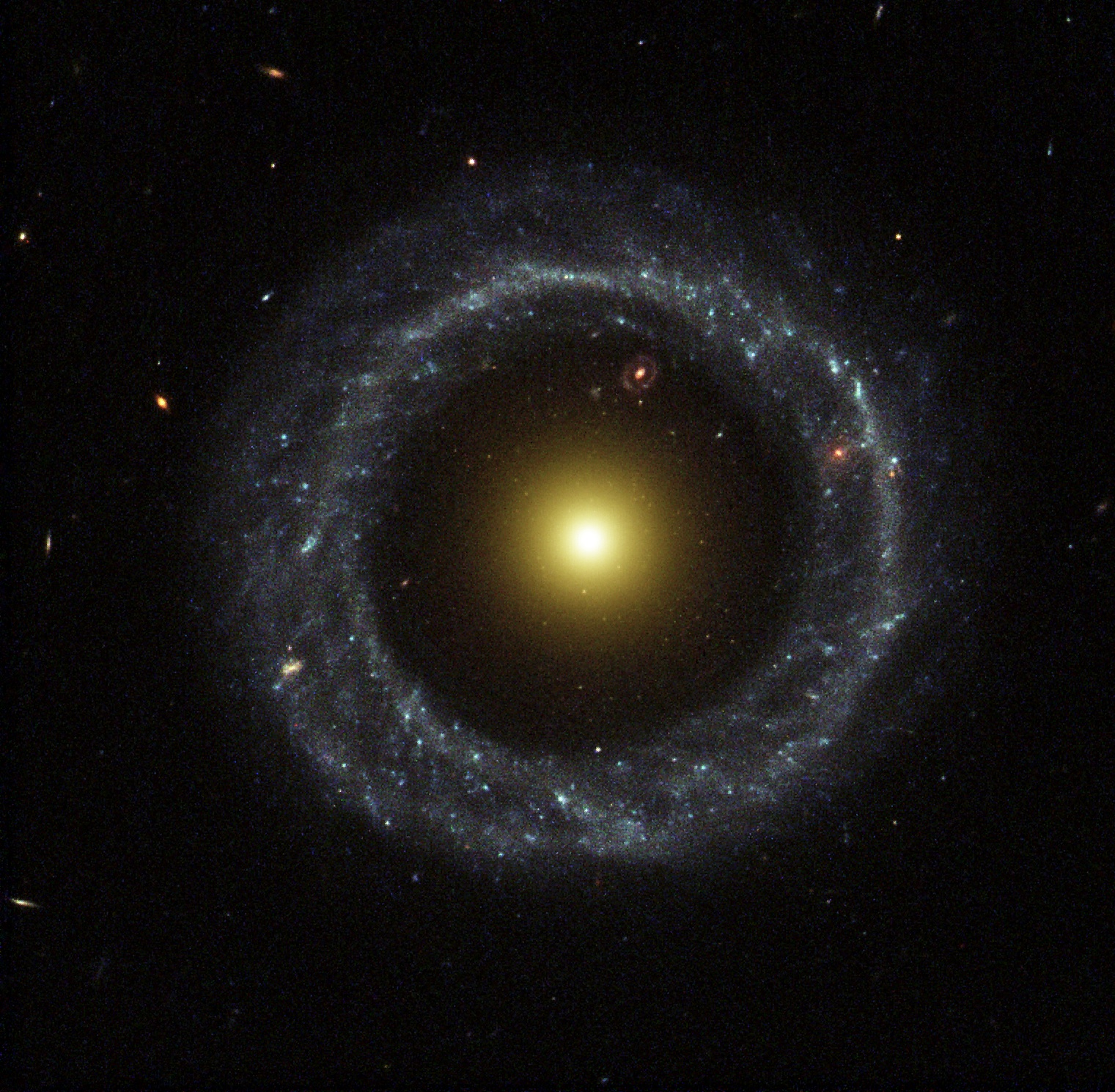
Hoag's Object یک کهکشان حلقوی.

یک کهکشان حلقوی کهکشانی است که شکلی شبیه دایره دارد. Hoag's Object یک نمونه خوب از کهکشان های حلقوی است. این مجموعه در سال 1950 توسط آرتور هوگ کشف شد.

## نگارخانه

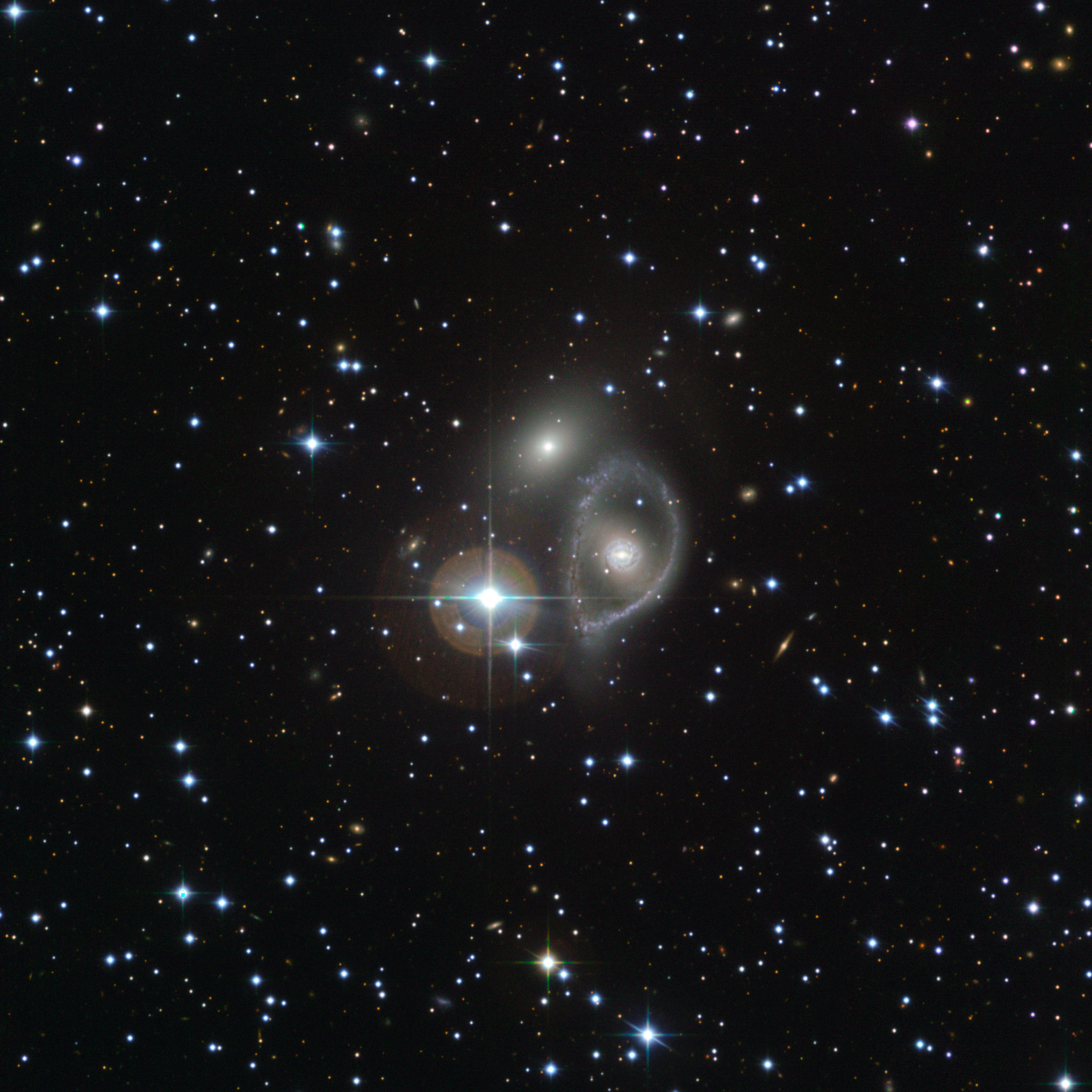
کهکشان حلقوی ولا، و ستاره درخشان شناخته شده به عنوان HD 88170.
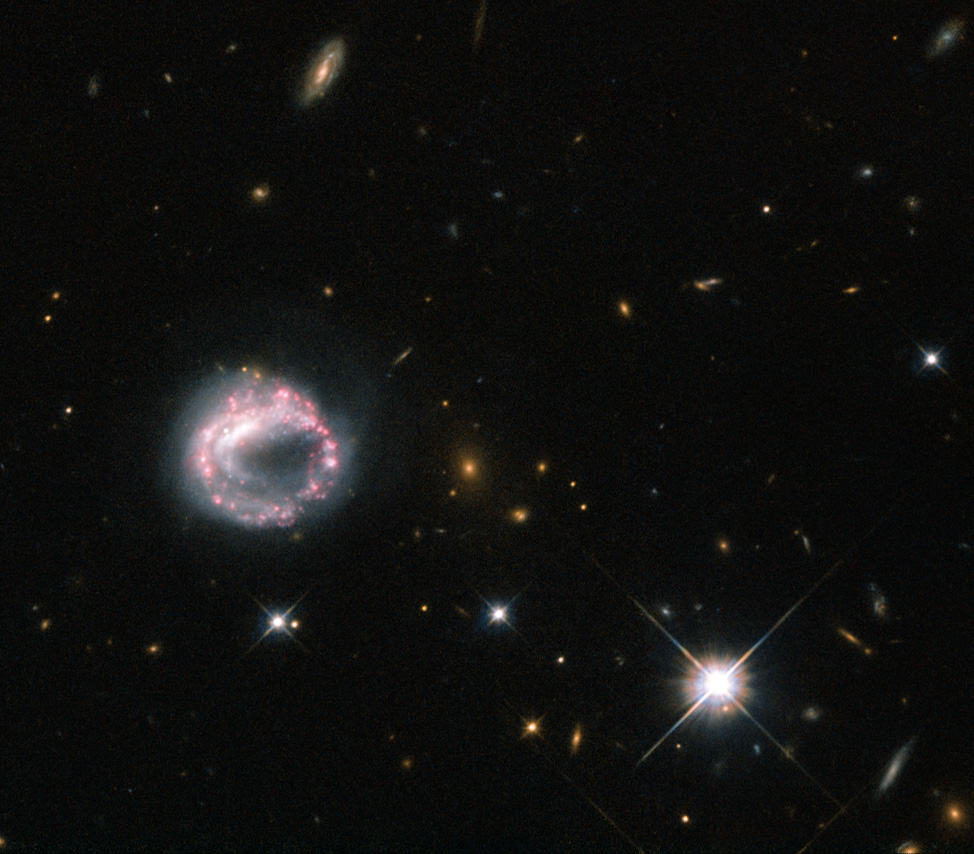
حلقه کهکشان - Zw دوم 28

1. ↑  Nemiroff, R.; Bonnell, J. (eds.). Astronomy Picture of the Day. ناسا https://apod.nasa.gov/apod/ap. {{cite web}}: Cite has empty unknown parameter: |last-author-amp= (help); Missing or empty |title= (help)
2. ↑  Appleton, P.N.; Struck-Marcell, Curtis (1996). "Collisional Ring Galaxies". Retrieved March 31, 2012.
3. ↑  "One ring to rule them all". ESA/Hubble. Archived from the original on 7 January 2018. Retrieved 2 April 2013.